# UniFrance
UniFrance és una organització de promoció i exportació de pel·lícules franceses fora de França. Fou creada el 1949 sota la forma d'una associació de la loi de 1901. Quan es va crear, el Studio Lévin (Sam Lévin i Lucienne Chevert) signaren amb ella un contracte i es va convertir en el seu principal proveïdor d'imatges. Compta amb més d'un miler d'afiliats entre cineastes, directors, guionistes, actors i agents artístics.

## Missió
L'associació Unifrance està sota el control de les autoritats públiques i, en particular, del Centre Nacional de Cinema i Imatge Animada (CNC). El seu paper és organitzar el mercat cinematogràfic francès més gran a París (cada gener), destacar les produccions franceses als principals mercats del món (Canes, Toronto, Berlín, Hong Kong, Los Angeles) i organitzar-les Festivals de cinema francesos en una desena de països (Estats Units, Xina, Brasil, Japó, Regne Unit, Rússia, Kazakhstan, Índia, etc.). UniFrance també va organitzar la primera edició del Festival de Cinema en línia francès del 14 al 29 de gener de 2011: MyFrenchFilmFestival.com. Deu llargmetratges i deu curtmetratges de la jove creació francesa van participar en competició. També ha estat un dels 10 fundadors de l'European Film Promotion.
El lloc web unifrance.org també ofereix una enorme base de dades multilingüe de pel·lícules franceses amb nombrosos directoris professionals, calendaris i catàlegs de festivals internacionals i mercats de cinema, informació sobre notícies i vida cinematogràfica. al món, així com xifres de país per exportació i distribució de pel·lícules

## Presidència i direcció
Unifrance fou presidida de 1971 a 1973 i de 1986 a 1988 per Gilbert de Goldschmidt, i de 1988 a febrer de 2003 par Daniel Toscan du Plantier, qui ha tingut un paper essencial en l'acció de l'organisme.
El van succeir en aquest càrrec :
- Margaret Ménégoz de 2003 a 2009
- Antoine de Clermont-Tonnerre de 2009 a gener 2013
- Jean-Paul Salomé de gener 2013 a juny 2017
- Serge Toubiana des de juliol de 2017.[3][4]

Direcció general : 
- Régine Hatchondo (de 2009 a maig de 2013)
- Isabelle Giordano (de setembre 2013 a juliol 2019).[5]
- Daniela Elstner (a partir d'octubre de 2019)